# Hancock County (Iowa)
Das Hancock County ist ein County im US-Bundesstaat Iowa. Bei der Volkszählung im Jahr 2020 hatte das County 10.795 Einwohner und eine Bevölkerungsdichte von 7,3 Einwohnern pro Quadratkilometer. Der Verwaltungssitz (County Seat) ist Garner, benannt nach einem der Leiter der Eisenbahngesellschaft Milwaukee Road.

## Geographie
Das County liegt im Norden von Iowa, ist im Norden etwa 35 km von Minnesota entfernt und hat eine Fläche von 1.484 Quadratkilometern, wovon fünf Quadratkilometer Wasserfläche sind. Es grenzt an folgende Nachbarcountys:
|                 | Winnebago County | Worth County       |
| Kossuth County  |                  | Cerro Gordo County |
| Humboldt County | Wright County    | Franklin County    |

## Geschichte

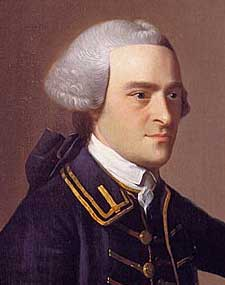
Hancock

Das Hancock County wurde am 15. Januar 1851 gebildet. Benannt wurde es nach John Hancock (1737–1793), einem der Unterzeichner der Unabhängigkeitserklärung der USA und Präsident des Kontinentalkongresses.
1858 wurden die ersten Wahlen im Hancock County abgehalten. Der erste Verwaltungssitz befand sich in der Amsterdam Township und ein Gerichts- und Verwaltungsgebäude wurde geplant, was jedoch durch einen Regierungswechsel im County wieder rückgängig gemacht wurde. So wurde bis 1865 ein Schulhaus in der Amsterdam Township für die Countyverwaltung genutzt.
Später wurde die Verwaltung in das Concord Township verlegt und zwei kleine Holzgebäude für die Countyverwaltung errichtet. 1867 entstand der Wunsch, für die Countyverwaltung und die örtliche Gerichtsbarkeit ein steinernes Gebäude zu errichten, das 1869 seiner Bestimmung übergeben wurde.

Obwohl sich der Verwaltungssitz des Countys nach wie vor im Concord Township befand, beschloss man in der Stadt Garner, ein neues Gerichtsgebäude aus Backsteinen zu errichten, das 1899 fertiggestellt wurde. Im Jahr 1903 erfolgte dann der endgültige Umzug der Countyverwaltung nach Garner, das auch heute noch Sitz der Verwaltung des Hancock County ist.
9 Bauwerke des Countys sind im National Register of Historic Places eingetragen.

## Demografische Daten
Nach der Volkszählung im Jahr 2010 lebten im Hancock County 11.341 Menschen in 4.752 Haushalten. Die Bevölkerungsdichte betrug 7,7 Einwohner pro Quadratkilometer.
Ethnisch betrachtet setzte sich die Bevölkerung zusammen aus 96,6 Prozent Weißen, 0,5 Prozent Afroamerikanern, 0,1 Prozent amerikanischen Ureinwohnern, 0,4 Prozent Asiaten sowie aus anderen ethnischen Gruppen; 0,9 Prozent stammten von zwei oder mehr Ethnien ab. Unabhängig von der ethnischen Zugehörigkeit waren 3,5 Prozent der Bevölkerung spanischer oder lateinamerikanischer Abstammung.
In den 4.752 Haushalten lebten statistisch je 2,34 Personen.
23,4 Prozent der Bevölkerung waren unter 18 Jahre alt, 57,5 Prozent waren zwischen 18 und 64 und 19,1 Prozent waren 65 Jahre oder älter. 50,1 Prozent der Bevölkerung war weiblich.

Das jährliche Durchschnittseinkommen eines Haushalts lag bei 48.040 USD. Das Prokopfeinkommen betrug 22.530 USD. 9,2 Prozent der Einwohner lebten unterhalb der Armutsgrenze

## Orte im Hancock County
Citys
| - Britt - Corwith - Crystal Lake - Garner | - Goodell - Kanawha - Klemme - Woden |

Unincorporated Communitys
| - Denhart - Duncan - Forest City1 - Hayfield | - Hutchins - Miller - Stilson |

1 – teilweise im Winnebago County

## Gliederung
Das Hancock County ist in 16 Townships eingeteilt:
| - Amsterdam Township - Avery Township - Bingham Township - Boone Township | - Britt Township - Concord Township - Crystal Township - Ell Township | - Ellington Township - Erin Township - Garfield Township - Liberty Township | - Madison Township - Magor Township - Orthel Township - Twin Lake Township |